# Pseudantechinus woolleyae
Pseudantechinus woolleyae — вид хижих сумчастих ссавців з родини кволових (Dasyuridae). Етимологія: названий на честь Пет Вуллі (англ. Pat Woolley) в знак визнання її внеску в дослідження кволових. Цей маловідомий вид, ендемік Австралії, поширений в посушливій частині заходу Західної Австралії. Живе у різних типах рослинності, надаючи перевагу кам'янистим областям. Вага 30–50 грам.

## Загрози та охорона
Як видається, немає серйозних загроз для цього виду. Записаний у багатьох природоохоронних територіях.